# Controverse sur le travail forcé par la compagnie minière Asō

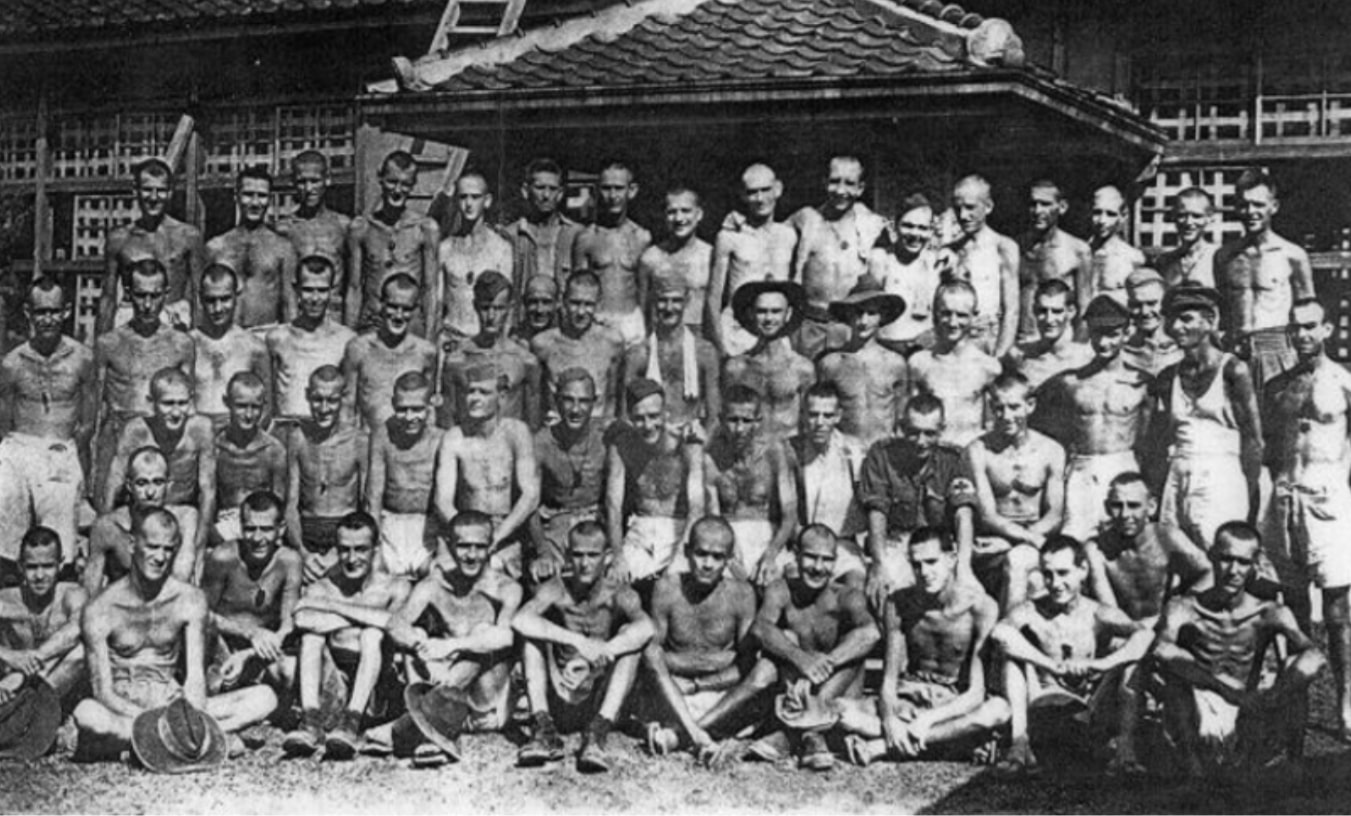
Prisonniers de guerre australiens forcés de travailler pour la compagnie minière Asō, photographiés en août 1945.

Une controverse sur le travail forcé par la compagnie minière Asō existe au Japon au sujet de l'utilisation de prisonniers de guerre Alliés et de conscrits coréens comme travailleurs par l'entreprise Asō durant la Seconde Guerre mondiale. Les témoignages de survivants et d'autres archives confirment que les prisonniers et les conscrits étaient forcés de travailler dans des conditions difficiles et brutales, tout en étant payés très peu voire pas du tout. Certains d'entre eux sont morts en raison des mauvais traitements infligés à la mine.
Bien que signalé par les médias occidentaux, l'ancien Premier ministre du Japon Tarō Asō, dont la famille immédiate possède l'entreprise, aujourd'hui appelée groupe Asō (de), refuse à maintes reprises de confirmer que la compagnie de sa famille avait utilisé le travail forcé jusqu'en 2009 lorsque le gouvernement japonais le reconnait. Depuis lors, plusieurs anciens prisonniers de guerre australiens survivants ont demandé à Asō et à l'entreprise de s'excuser, mais tous deux ont refusé de le faire.

## Dénis
À la mi-2008, Tarō Asō reconnait que la mine de charbon de sa famille, gérée par la compagnie minière Asō, aurait forcé des prisonniers de guerre Alliés à travailler dans les mines en 1945 sans solde. Les médias occidentaux rapportent que 300 prisonniers, dont 197 Australiens, 101 Britanniques, et 2 Néerlandais avaient travaillé dans la mine. Deux des Australiens, John Watson et Leslie Edgar George Wilkie, sont d'ailleurs morts alors qu'ils y travaillaient. En outre, 10 000 conscrits coréens travaillent dans la mine entre 1939 et 1945 dans des conditions sévères et brutales à cause desquelles beaucoup d'entre eux sont morts ou ont été blessés tout en recevant peu de salaire. Outre la reconnaissance de Tarō Asō, la société Asō n'a elle jamais reconnu avoir utilisé le travail forcé ni même voulu faire de commentaires sur le sujet. La société, maintenant connue sous le nom de groupe Asō, est actuellement dirigée par le frère cadet de Tarō Asō. Sa femme siège à son conseil d'administration. Tarō Asō est président de l'entreprise successeur de la compagnie minière Asō, la société de cimenterie Asō, dans les années 1970 avant d'entrer en politique.

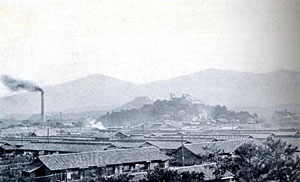
La mine Asō près de Fukuoka photographiée en 1933.

Pendant qu'il est ministre des Affaires étrangères, le ministère refuse de confirmer des récits étrangers affirmant l'utilisation du travail forcé par des entreprises japonaises et réclame aux journalistes étrangers de soutenir leurs accusations avec des preuves. En octobre 2008, le membre de la Diète du Japon Shōkichi Kina (en) demande à Asō si des informations sur l'utilisation de travailleurs coréens par la compagnie minière Asō avaient été fournies au gouvernement sud-coréen, qui réclame de telles informations. Asō répond que son administration ne révélerait pas comment les sociétés privées avaient répondu aux demandes coréennes.
Le 13 novembre 2008, lors d'une discussion au Comité des affaires étrangères et de la défense de la Chambre haute au sujet de la controverse sur l'essai de Toshio Tamogami (en), Asō refuse de confirmer que le travail forcé avait été utilisé dans la mine de sa famille, en précisant qu'« aucun fait n'a été confirmé ». Asō ajoute « J'avais 4 ans, peut-être 5 à l'époque. J'étais trop jeune pour tout reconnaître à cet âge ». Après que Yukihisa Fujita ait répondu que les documents des archives des États-Unis indiquent que du  travail forcé avait été utilisé dans la mine de sa famille, Asō répète qu'« aucun détail factuel n'a été confirmé ».

## Reconnaissance et demandes d'excuses

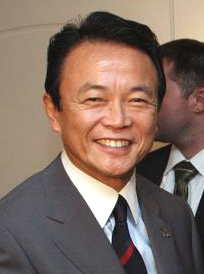
Tarō Asō

Agissant à la demande de Fujita, le ministère des Affaires étrangères ordonne une enquête et annonce le 18 décembre 2008 que la compagnie minière Asō avait bien utilisé 300 prisonniers de guerre Alliés à la mine pendant la Seconde Guerre mondiale. Le ministère confirme que deux Australiens étaient morts alors qu'ils travaillaient à la mine, mais refuse de publier leurs noms ou leurs causes de décès pour des « raisons privées ». Fujita ajoute : « La politique des prisonniers est importante à bien des égards pour la diplomatie, et c'est un problème majeur que la question ait été négligée depuis si longtemps ».
En février 2009, Fujita annonce qu'il a questionné trois des anciens prisonniers de guerre australiens forcés de travailler pour la compagnie minière. Les trois confirment que les conditions de travail à la mine étaient terribles, qu'ils avaient peu de nourriture et qu'on leur avait donné des « chiffons » pour s'habiller. Les trois anciens combattants envoient des lettres à Tarō Asō demandant des excuses pour leur traitement et pour avoir refusé de reconnaître que le travail forcé de prisonniers de guerre avait été utilisé par la compagnie de sa famille. Les trois demandent également à l'entreprise de payer les salaires pour les heures travaillées. Fujita déclare qu'Asō doit s'excuser auprès des anciens travailleurs, ainsi que payer leurs salaires s'il ne peut prouver que l'argent a été versé, en ajoutant : « En tant que Premier ministre d'une nation qui représente le pays, Asō doit prendre la responsabilité du passé ainsi que de l'avenir ». Plus tard dans le mois, Asō reconnait que la mine de sa famille avait utilisé le travail de prisonniers de guerre.
En juin 2009, l'ancien prisonnier Joseph Coombs et le fils d'un autre, James McAnulty, se rendent au Japon pour demander personnellement des excuses à Asō. Joseph Coombs déclare : « Nous voudrions des excuses pour le traitement brutal et les conditions dans lesquelles nous avons dû travailler. La mémoire sera toujours là, mais des excuses aideraient à soulager certaines des douleurs que nous avons vécues ». Les responsables du groupe Asō rencontrent Coombs et McAnulty, mais refusent de reconnaître qu'ils avaient été forcés de travailler pour l'entreprise et de présenter des excuses ou d'offrir des compensations, même après que Coombs et McAnulty aient montré les dossiers des dirigeants officiels de 1946 qui indiquaient que le travail de prisonniers de guerre avait été utilisé à la mine. Tarō Asō refuse quant à lui de rencontrer les deux hommes.